# Sukajaya (Sukarami)
Sukajaya is een bestuurslaag in het regentschap Palembang van de provincie Zuid-Sumatra, Indonesië. Sukajaya telt 39.438 inwoners (volkstelling 2010).